# Cristache Popescu
Cristache Popescu (1884 - ?) a fost un general român care a luptat în cel de-al Doilea Război Mondial.
A fost înaintat la gradul de general de divizie cu începere de la data de 8 iunie 1940. A fost trecut în rezervă pe 31 august 1941, pe bază de demisie.